# Granville (Ohio)
Granville is een plaats (village) in het midden van de Amerikaanse staat Ohio, en valt bestuurlijk gezien onder Licking County. Het dorp werd gesticht door kolonisten uit Granville, Massachusetts. Te Granville is de Denison University gevestigd.
Bij Granville bevindt zich Alligator Effigy Mound, een aarden bouwwerk van de Fort Ancient-cultuur (800-1200), dat in het National Register of Historic Places vermeld staat. Ook de St. Luke's Episcopal Church in Granville staat hier op.

## Demografie
Bij de volkstelling in 2000 werd het aantal inwoners vastgesteld op 3167. In 2006 is het aantal inwoners door het United States Census Bureau geschat op 5281, een stijging van 2114 (66,8%).

## Geografie
Volgens het United States Census Bureau beslaat de plaats een oppervlakte van
10,4 km², geheel bestaande uit land. Granville ligt op ongeveer 288 meter boven zeeniveau.

## Plaatsen in de nabije omgeving
De onderstaande figuur toont nabijgelegen plaatsen in een straal van 12 km rond Granville.